# Campionato europeo dei piccoli stati maschile di pallavolo 2004
Il campionato europeo dei piccoli stati maschile di pallavolo 2004 si è svolto dal 25 al 27 giugno 2004 a Lussemburgo, in Lussemburgo: al torneo hanno partecipato cinque squadre nazionali europee di stati con meno di un milione di abitanti e la vittoria finale è andata per la terza volta consecutiva a Cipro.

## Qualificazioni
Al torneo hanno partecipato: la nazionale del paese ospitante e quattro nazionali provenienti dai gironi di qualificazione.

## Regolamento
Le squadre hanno disputato un'unica fase con formula del girone all'italiana.

## Squadre partecipanti
| Squadra     | Qualificazione      | Ultima partecipazione |
| ----------- | ------------------- | --------------------- |
| Andorra     | -                   | Andorra 2002          |
| Cipro       | -                   | Andorra 2002          |
| Fær Øer     | -                   | Malta 2000            |
| Lussemburgo | Paese organizzatore | Andorra 2002          |
| Scozia      | -                   | Andorra 2002          |

## Torneo

### Risultati
| 25 giugno 2004 ?, Lussemburgo Durata: 1h:54 - Spettatori: 80  | Scozia      | 2 - 3 | Fær Øer     | 25-20, 25-22, 17-25, 21-25, 11-15 |
| 25 giugno 2004 ?, Lussemburgo Durata: 1h:17 - Spettatori: 70  | Andorra     | 0 - 3 | Cipro       | 22-25, 22-25, 22-25               |
| 25 giugno 2004 ?, Lussemburgo Durata: 1h:53 - Spettatori: 120 | Lussemburgo | 3 - 2 | Scozia      | 25-23, 24-26, 25-18, 26-28, 16-14 |
| 26 giugno 2004 ?, Lussemburgo Durata: 1h:10 - Spettatori: 50  | Andorra     | 0 - 3 | Lussemburgo | 20-25, 16-25, 22-25               |
| 26 giugno 2004 ?, Lussemburgo Durata: 0h:59 - Spettatori: 60  | Cipro       | 3 - 0 | Fær Øer     | 25-8, 25-15, 25-18                |
| 26 giugno 2004 ?, Lussemburgo Durata: 1h:10 - Spettatori: 40  | Scozia      | 3 - 0 | Andorra     | 25-22, 25-20, 25-22               |
| 26 giugno 2004 ?, Lussemburgo Durata: 1h:15 - Spettatori: 100 | Lussemburgo | 0 - 3 | Cipro       | 20-25, 19-25, 21-25               |
| 27 giugno 2004 ?, Lussemburgo Durata: 1h:31 - Spettatori: 35  | Fær Øer     | 3 - 1 | Andorra     | 25-17, 20-25, 25-20, 25-22        |
| 27 giugno 2004 ?, Lussemburgo Durata: 1h:08 - Spettatori: 40  | Cipro       | 3 - 0 | Scozia      | 25-20, 25-21, 25-19               |
| 27 giugno 2004 ?, Lussemburgo Durata: 0h:56 - Spettatori: 150 | Fær Øer     | 0 - 3 | Lussemburgo | 11-25, 16-25, 19-25               |

### Classifica
| Pos | Squadra     | Pt | G | V | P | SV | SP | Ratio | PF  | PS  | Ratio |
| --- | ----------- | -- | - | - | - | -- | -- | ----- | --- | --- | ----- |
| 1   | Cipro       | 8  | 4 | 4 | 0 | 12 | 0  | MAX   | 300 | 227 | 1.322 |
| 2   | Lussemburgo | 7  | 4 | 3 | 1 | 9  | 5  | 1.800 | 326 | 288 | 1.132 |
| 3   | Fær Øer     | 6  | 4 | 2 | 2 | 6  | 9  | 0.667 | 289 | 333 | 0.868 |
| 4   | Scozia      | 5  | 4 | 1 | 3 | 7  | 9  | 0.778 | 343 | 362 | 0.948 |
| 5   | Andorra     | 4  | 4 | 0 | 4 | 1  | 12 | 0.083 | 272 | 320 | 0.850 |

## Podio

### Campione
Formazione: 1 Chrysostomos Chrysostomidis, 2 Panagiotis Eracleous, 3 Michalis Fotiou, 4 Nikolaos Ioannou, 5 Pavlos Ioannou, 6 Nikos Kola, 7 Stelios Michael, 8 Dimitris Pampakas, 9 Georgios Platritis, 10 Savvas Savva, 11 Charalambos Savvides, 12 Ioannis Siapanis, CT: -

### Secondo posto
Formazione: 1 Philippe Augustin, 2 Jacques Hoffmann, 3 Ralf Lentz, 4 Maciek Majchrzak, 5 Francis Manderschid, 6 Paul Manderschid, 7 François Ries, 8 Laurent Schoder, 9 Massimo Tarantini, 10 Laurent Van Elslande, 11 Michel Wirtz, 12 Carel Zuidberg, CT: -

### Terzo posto
Formazione: 1 Johan Ástongum, 2 Jens Bolstad, 3 Steinar Eirikstuft, 4 Bartal Eliasen, 5 Odd Eliasen, 6 Ragnar Íharaldstovu, 7 Andrass Jógvansson, 8 Bardur Mikkelsen, 9 Johann Nielsen, 10 Jan Olsen, 11 Suni Pedersen, 12 Runi Weihe, CT: -

## Classifica finale
| Pos | Squadra     |
| --- | ----------- |
|     | Cipro       |
|     | Lussemburgo |
|     | Fær Øer     |
| 4   | Scozia      |
| 5   | Andorra     |